# Morti nel 1273
| Questa pagina contiene informazioni ricavate automaticamente dalle voci biografiche con l'ausilio del template Bio e di un bot. L'aggiornamento è periodico e automatico e ricostruisce completamente la pagina. Se manca una persona in questa lista, sei pregato di non aggiungerla, ma accertati piuttosto che la sua voce biografica contenga il template Bio e che i dati anagrafici siano correttamente compilati. Se il template Bio manca, inseriscilo tu stesso o, in alternativa, metti l'avviso {{tmp\|Bio}} che ne segnala la mancanza. Se i dati riportati sono sbagliati, correggi direttamente la voce biografica; le modifiche saranno visibili in questa lista entro pochi giorni. Per chiarimenti vedi il progetto biografie. La lista contiene solo le 23 persone che sono citate nell'enciclopedia e per le quali è stato implementato correttamente il template Bio. Pagina aggiornata al 10 ago 2025. |

- 22 gennaio - Muhammad ibn Nasr, sultano (n. 1195)
- 25 gennaio - Eudes de Châteauroux, cardinale e vescovo cattolico francese
- 15 marzo - Tommaso II d'Aquino, politico italiano
- 25 marzo - Thomas Bérard, cavaliere medievale italiano
- 26 maggio - Giovanni dei Mangiadori, vescovo cattolico italiano
- 1º giugno - Egnone di Appiano, vescovo cattolico austriaco
- 6 luglio - Pribislao I, principe (n. 1214)
- 8 luglio - Anno von Sangershausen
- 6 settembre - Elena di Brunswick-Lüneburg, principessa (n. 1223)
- 9 ottobre - Elisabetta di Wittelsbach, regina (n. 1227)
- 18 ottobre - George de Cantilupe, nobile inglese (n. 1251)
- 23 ottobre - Alice di Borgogna, francese (n. 1233)
- 13 dicembre - Bertoldo di Ratisbona, predicatore tedesco
- 17 dicembre - Jalal al-Din Rumi, poeta e mistico persiano (n. 1207)
- Arsenio di Costantinopoli, arcivescovo ortodosso bizantino
- Baldovino II di Costantinopoli, imperatore latino (n. 1217)
- Orlando Bonsignori, banchiere italiano
- Niccolò de Carbio, vescovo cattolico italiano
- Glappo, militare prussiano
- Robert de Keldeleth, abate e politico scozzese
- Tebaldo di Navarra, principe
- Ottaviano degli Ubaldini, cardinale italiano
- Raoul de Soissons, francese (n. 1210)